# Corticarina alemannica
Corticarina alemannica es una especie de coleóptero de la familia Latridiidae.

## Distribución geográfica
Habita en Alemania.